# آرنو آلان پنزیاس
آرنو آلان پنزیاس (به آلمانی: Arno Allan Penzias) ‏(زاده ۲۶ آوریل ۱۹۳۳ – درگذشته ۲۲ ژانویه ۲۰۲۴) فیزیک‌دان آمریکایی و برنده جایزه نوبل فیزیک بود. پنزیاس در شهر مونیخ آلمان به دنیا آمد؛ در ۶ سالگی جزو یهودیان آلمانی بود که به بریتانیا فرستاده شدند. شش ماه بعد خانواده وی از دست آلمان نازی به ایالات متحده فرار کردند و پس از مدتی به وی پیوستند.
پنزیاس پس از پایان تحصیلاتش به آزمایشگاه‌های بل در هولمدل رفت و به رابرت وودرو ویلسون پیوست. او در گیرنده‌های بسیار حساس برودتی ریزموج مدتی کار کرد و رصدهایی را در قالب ستاره‌شناسی رادیویی انجام داد.
پنزیاس و ویلسون (به همراهی پویتر کاپیتسا) در سال ۱۹۷۸ موفق به دریافت جایزه نوبل در فیزیک شدند. آن دو به‌تازگی موفق به دریافت مدال هنری دراپر گشتند.
آرنو آلان پنزیاس در ۲۲ ژانویه ۲۰۲۴، در سن ۹۰ سالگی به دلیل عوارض ناشی از بیماری آلزایمر در یک مرکز درمانی در سان فرانسیسکو درگذشت.